# Igor Basinski
Igor Basinski (Hrodna, 11 de abril de 1963) é um atirador olímpico bielorrusso, tetra medalhista olímpico.

## Carreira
Igor Basinski representou a Bielorrússia nas Olimpíadas, de 1988, 1996, 2000 e 2004, conquistou a medalha de prata duas vezes na pistola 50m, e um bronze, .